# Johan Bortier
Johan Bortier is een Belgische bestuurder van UNIZO.

## Levensloop
Johan Bortier studeerde toegepaste economische wetenschappen aan de UFSIA te Antwerpen, alwaar hij in 1986 afstudeerde. Hierop aansluitend ging hij aan de slag als stafmedewerker bij UPE tot 1989. 
In 1989 ging hij bij UNIZO als economisch adviseur aan de slag, in 1995 werd hij aldaar directeur van de studiedienst. In 2004 was hij waarnemend gedelegeerd bestuurder na het vertrek van Kris Peeters, evenals in 2017 na het vertrek van Karel Van Eetvelt.
Daarnaast is hij sinds 1999 vicevoorzitter van het Participatiefonds en sinds 2004 ondervoorzitter van de Centrale Raad voor het Bedrijfsleven (CRB). In 2024 volgde hij Jan Steverlynck als voorzitter van het Algemeen Beheerscomité voor het sociaal statuut der zelfstandigen (ABC) op.
Van 2004 tot 2009 was hij bestuurder van Flanders DC en van 2013 tot 2019 van het Vlaams-Europees Verbindingsagentschap.